# 武昌九曲亭
武昌九曲亭是位於湖北鄂州境内的一個亭子。九曲亭最早建于三国吴孙权定都武昌（今湖北鄂州）时，后逐渐荒废。因由苏轼重建，其弟苏辙为其作文，故又称为苏子遗亭。

## 重建废亭
宋神宗元丰三年（1080年），苏轼在乌台诗案后被贬为黄州（今湖北黄冈）团练副使，剛到黄州便去长江对岸的武昌西山（今湖北鄂州）游玩并作《游武昌寒溪西山寺》一诗。在游玩过程中苏轼发现西山有废亭，其地理位置非常适合赏景，但遗址过于狭小不足以容纳众多宾客。一日雷雨过后，周围的一棵大树被雷劈断，于是苏轼在此基础上进行开拓，重建九曲亭。其弟苏辙为该亭作《武昌九曲亭记》，记述苏轼重建九曲亭的缘由。